# Boggy Peak
Boggy Peak  (od 4. srpna 2009 do roku 2016 Mount Obama, 402 m n. m.) je kopec v jihozápadní části ostrova Antigua v Závětrných ostrovech v Malých Antilách v severovýchodním Karibiku. Jedná se o nejvyšší bod státu Antigua a Barbuda. Kopec byl několik let pojmenován po Baracku Obamovi, 44. prezidentovi Spojených států amerických.

## Etymologie
Tato oblast má významné kulturní dědictví, protože byla během otrokářského období využívána pro plantáže s cukrovou třtinou. Jméno kopce pochází od majitelů plantáží, kteří vyprávěli příběhy o nebezpečném strašidlu jménem Boggy, který kradl duše a žil v kopcích. Tento příběh měl otroky odradit od útěku a skrývání se v kopcích.
Dne 4. srpna 2009, v den narozenin amerického prezidenta Baracka Obamy, Baldwin Spencer, premiér Antiguy a Barbudy, oficiálně přejmenoval kopec Boggy Peak na Mount Obama. V roce 2016 bylo vládou rozhodnuto o navrácení se k původnímu jménu Boggy Peak.